# Diocesi di Cusira
La diocesi di Cusira (in latino Dioecesis Chusirensis) è una sede soppressa e sede titolare della Chiesa cattolica.

## Storia
Cusira, identificabile con Kessera nell'odierna Tunisia, è un'antica sede episcopale della provincia romana di Bizacena.
A questa sede viene assegnato Felice, episcopus Custrensis, il cui nome figura al 56º posto nella lista dei vescovi della Bizacena convocati a Cartagine dal re vandalo Unerico nel 484. Felice era già deceduto in occasione della redazione di questa lista.
Dal 1933 Cusira è annoverata tra le sedi vescovili titolari; dal 5 luglio 2014 il vescovo titolare è Łukasz Mirosław Buzun, O.S.P.P.E., vescovo ausiliare di Kalisz.

## Cronotassi

### Vescovi residenti
- Felice † (prima del 484)

### Vescovi titolari
- Carlos Alberto Wollgarten, C.M. † (28 gennaio 1935 - 28 aprile 1937 deceduto)
- Francisco Javier Ochoa Ullate, O.A.R. † (18 maggio 1937 - 11 aprile 1946 nominato vescovo di Shangqiu)
- Paweł Czesław Rydzewski † (6 dicembre 1946 - 22 agosto 1951 deceduto)
- Friedrich Maria Rintelen † (12 dicembre 1951 - 9 novembre 1988 deceduto)
- Francesco Miccichè (23 dicembre 1988 - 24 gennaio 1998 nominato vescovo di Trapani)
- Clemens Pickel (23 marzo 1998 - 11 febbraio 2002 nominato vescovo di San Clemente a Saratov)
- Alphonse U Than Aung † (3 aprile 2002 - 2 novembre 2004 deceduto)
- Kazimierz Gurda (18 dicembre 2004 - 16 aprile 2014 nominato vescovo di Siedlce)
- Łukasz Mirosław Buzun, O.S.P.P.E., dal 5 luglio 2014